# لیزا فرناندز
لیزا فرناندز (به انگلیسی: Lisa Fernandez) ورزشکار زن رشتهٔ سافتبال اهل کشور ایالات متحده آمریکا است. وی در بین سال‌های ‎۱۹۹۶ تا ۲۰۰۴ میلادی در مسابقات بازی‌های المپیک تابستانی در مجموع ۳ مدال طلا را کسب کرد.